# Lasse Pirjetä
Lasse Pirjetä, född 4 april 1974 i Haukipudas i Finland, är en ishockeyspelare (forward).
Lasse Pirjetä har bland annat spelat i Elitserien i Västra Frölunda HC säsongen 1996/1997 och kommer även säsongen 2007/2008 spela på svensk mark för Malmö IF.
I Finland har han spelat för klubbar som TPS Åbo, Tappara Tammerfors samt IFK Helsingfors.
Lasse Pirjetä har även spelat i NHL under tre säsonger för Columbus Blue Jackets och Pittsburgh Penguins. Han blev listad av Columbus Blue Jackets så sent som 2002.
Säsongen 2005/2006 spelade han delvis i NHL och i den schweiziska ligan för EHC Kloten.
Han har också spelat tre VM-turneringar för Finland 2002, 2003, 2004.
1. ↑  ”Hockey-Reference.com”. Sports Reference. https://www.hockey-reference.com/players/p/pirjela01.html. Läst 9 maj 2022.